# Hötorgsskraporna
Hötorgsskraporna, littéralement les gratte-ciel de Hötorget (ou du marché à foin), est l'appellation populaire de cinq immeubles situés dans le quartier de Norrmalm à Stockholm. Chacun des immeubles mesure 72 mètres de haut et compte 18 étages. Les premières esquisses remontent à 1946, et les constructions se sont échelonnées entre 1955 et 1966.
Pendant de nombreuses années, une enseigne lumineuse pour la marque Dux a recouvert le flanc ouest du premier immeuble. Elle fut en son temps la plus grande enseigne en néon d'Europe, mais a été retirée en 1994.

## Contexte

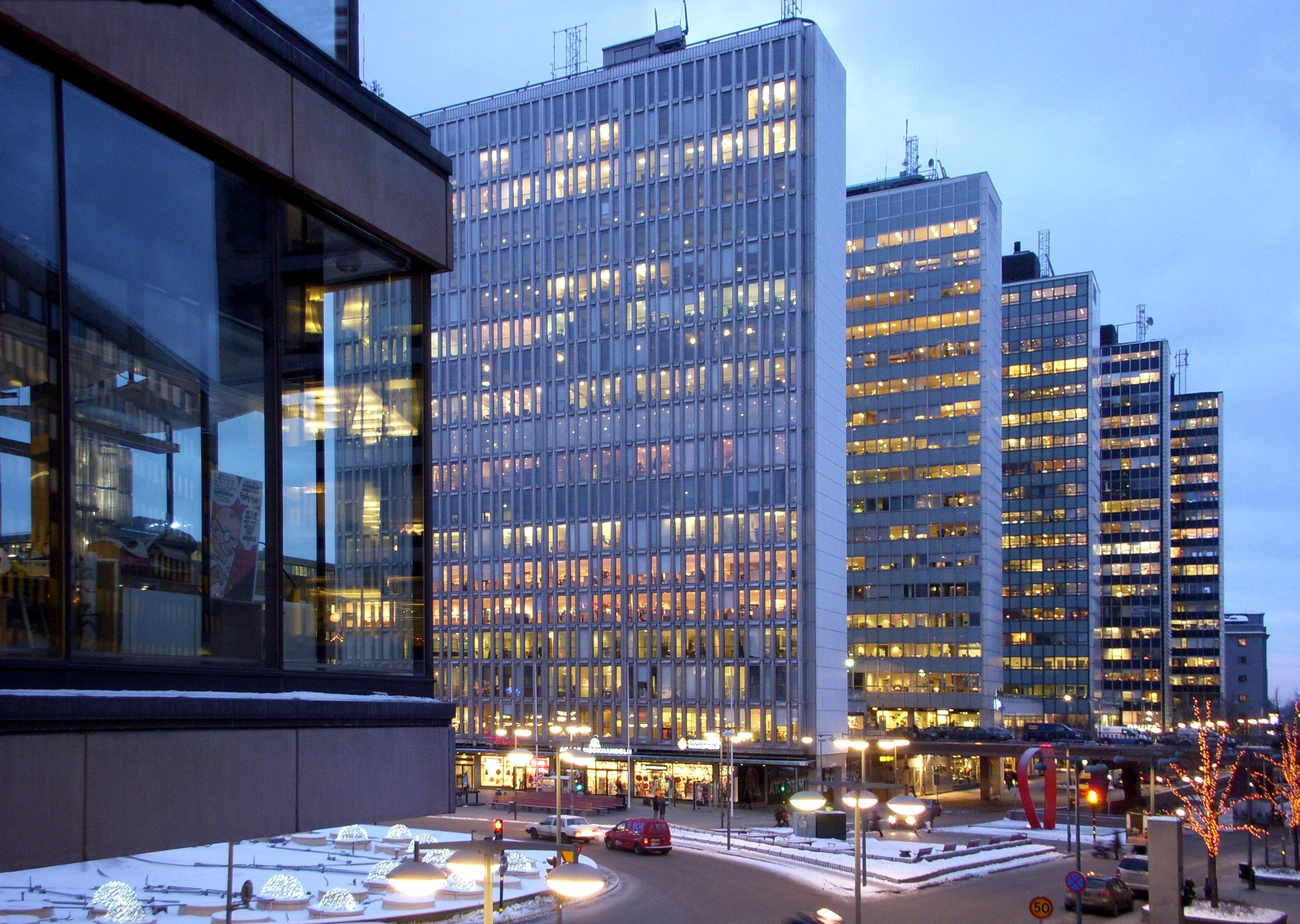
Les immeubles en décembre 2010, avec un morceau de la maison de la culture au premier plan.

Dès 1945, l'architecte Sven Markelius est chargé de définir un plan de développement urbain pour la zone située à l'est de la rue Sveavägen. Markelius, qui est chef de département auprès de la direction de la construction, puis directeur du développement urbain de la ville de Stockholm entre 1944 et 1954, est ensuite chargé de la transformation du quartier Norrmalm-Sud. De nombreux architectes sont associés au projet, entre autres David Helldén, Paul Hedqvist et Tage William-Olsson. Leurs propositions, et celle de l'office du développement urbain, sont présentées dans la revue Byggmästaren.
La formation du nouveau quartier est discutée pendant de longues années. En 1928, Artur von Schmalensee met en avant un projet de neuf immeubles de 30 étages. D'autres propositions font état de deux ou trois bâtiments de taille moyenne, et un modèle de l'office du développement urbain s'articule autour de quatre tours. On estime toutefois que le nombre cinq est plus porteur que le nombre quatre. Selon la formule de David Helldén, architecte à l'office de développement urbain : "à une femme, on offre cinq roses, pas quatre". Paul Hedqvist présente quant à lui un projet de six immeubles en étoile. Les flux de trafic sont étudiés avec soin, et le tracé de la rue Sveavägen reste longtemps indécis.

## Construction

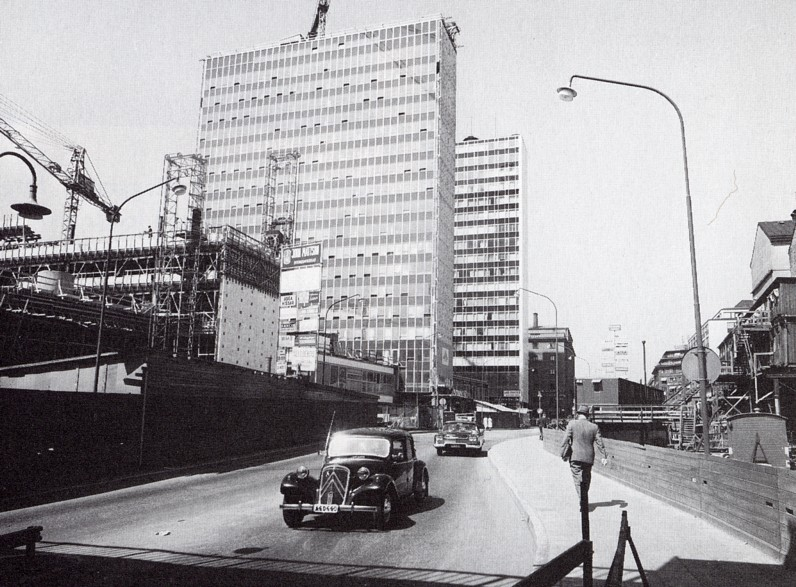
Les deux premiers immeubles, en 1959.

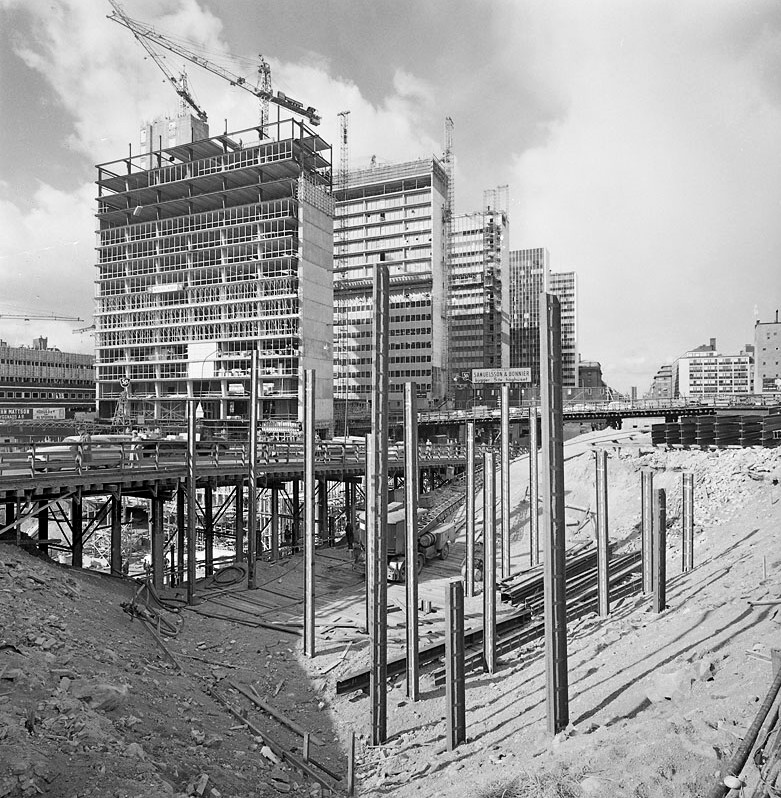
Les immeubles en 1964.

Le programme d'aménagement urbain des années 1950 et 1960 dans le quartier de Norrmalm-Sud donne un nouveau visage à la place Hötorget. La démolition d'anciens bâtiments chargés d'histoire représente un profond bouleversement pour Stockholm, mais les cinq immeubles participent aussi d'une foi en l'avenir et d'une volonté de faire de la ville une capitale moderne, dans laquelle les difficultés de circulation seraient à jamais résolues.
Lors de la présentation du projet aux conseillers municipaux, avant son approbation formelle en 1945, l'adjoint au maire Yngve Larsson qualifie les cinq immeubles de coups de trompette. L'expression est restée, les bâtiments étant encore aujourd'hui appelés populairement les cinq coups de trompette :
« Ce projet urbain évoque pour moi la puissance créative de l'Homme et sa foi en l'avenir, cinq accords majeurs, cinq coups de trompette dans une partition d'Haendel. »
Les cinq immeubles sont dessinés par cinq architectes ou cabinets d'architectes différents, tous appartenant à l'élite de l'architecture suédoise de l'époque. Les façades sont réalisées selon le principe du mur-rideau, dans lequel des panneaux de verre et d'aluminium sont posés sur l'ossature du bâtiment. L'immeuble no 5 (le plus au sud) doit à l'origine être un hôtel, mais cette idée est peu à peu abandonnée, et tous les immeubles abritent aujourd'hui des bureaux.
Les cinq immeubles constituent aujourd'hui l'un des rares ensembles immobiliers de Stockholm inspirés par l'architecture américaine des années 1950.

## Enseignes lumineuses

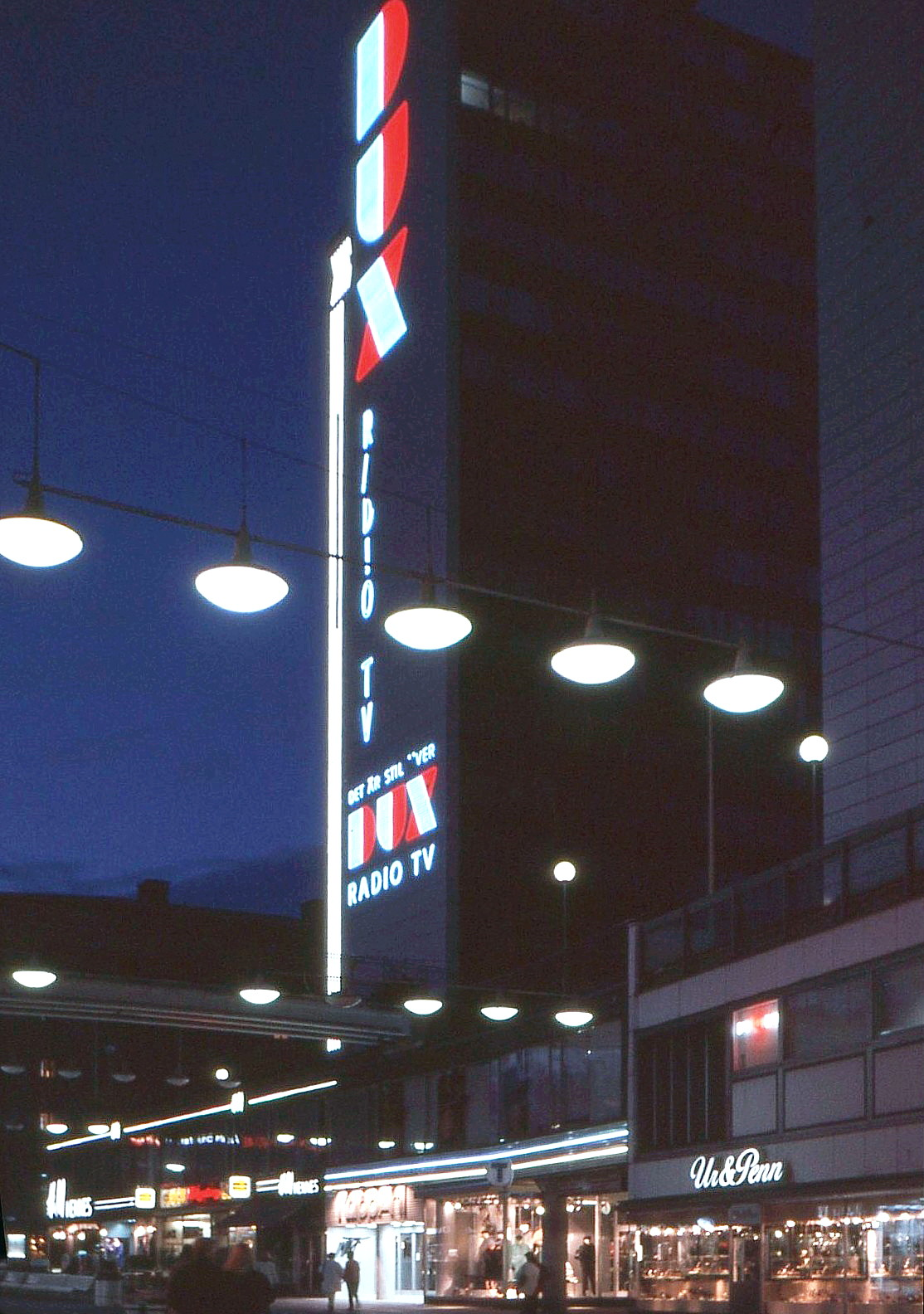
L'enseigne Dux en octobre 1986.

La construction des cinq immeubles s'achève entre 1960 et 1966. Le premier à être inauguré est l'immeuble no 1, le plus au nord. Les bâtiments ont été conçus pour servir de support à des panneaux publicitaires lumineux. En particulier, les flancs ne portent aucune fenêtre et ont été équipés de branchements électriques. Le premier panneau lumineux mis en place est une réclame pour le constructeur d'appareils téléphoniques et de radio-réception Dux.

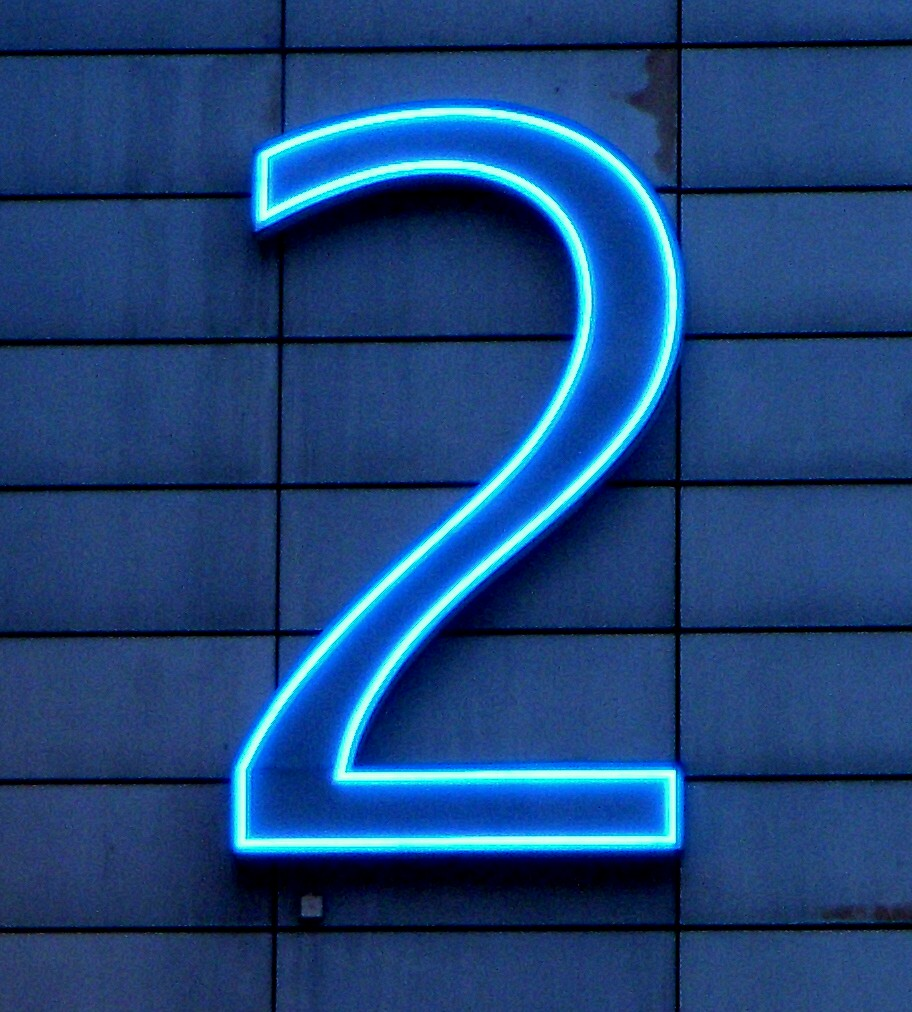
Les immeubles sont numérotés de 1 à 5 par de larges chiffres en néon.

Au début de l'année 1960, Dux obtient l'autorisation d'installer une enseigne lumineuse géante sur le côté ouest du bâtiment no 1. Cette enseigne est dessinée par l'architecte de l'immeuble, David Helldén, et est fabriquée par la société Philips Neon. Elle se compose de plus d'un kilomètre de tubes de couleur rouge, blanche et bleue, et est alors la plus grande enseigne lumineuse d'Europe. Le 24 août 1960, l'enseigne est allumée par miss Stockholm.
Lorsque la marque Dux disparait du marché, c'est Philips, qui en était propriétaire depuis les années 1930, qui prend le relai. Le contrat publicitaire est en effet toujours en vigueur, et une enseigne Philips est installée à la place de l'enseigne Dux en 1994. La nouvelle enseigne est constituée du logo de Philips en haut de l'immeuble, avec juste en dessous le mot Philips. Cette nouvelle enseigne a elle-même été démontée au début des années 2000.
En dehors des cinq grands chiffres en néon côté est, il n'y a plus aujourd'hui (2010) aucun panneau lumineux sur les immeubles. Il existe néanmoins un projet pour la création d'une nouvelle enseigne sur chacun des cinq bâtiments. En attendant, les côtés ouest des immeubles sont illuminés par des projecteurs.

## Détails de réalisation
Les immeubles sont numérotés de 1 à 5, du nord (près de la maison des concerts) au sud (près de la place Sergels torg).
| Immeuble | Architecte            | Maître d'ouvrage                            | Construction | Inauguration |
| -------- | --------------------- | ------------------------------------------- | ------------ | ------------ |
| no 1     | David Helldén         | Office immobilier de la ville de Stockholm  | 1955–1960    | 1960         |
| no 2     | Anders Tengbom        | Fastighets AB Tornet et Stockholms Sparbank | 1957–1960    | 1962         |
| no 3     | Sven Markelius        | Fastighets AB Hötorget                      | 1960–1962    | 1962         |
| no 4     | Lars-Erik Lallerstedt | Fastighets AB Hötorget                      | 1960–1962    | 1962         |
| no 5     | Backström & Reinius   | Samuelsson & Bonnier                        | 1961–1965    | 1966         |

## Annexes

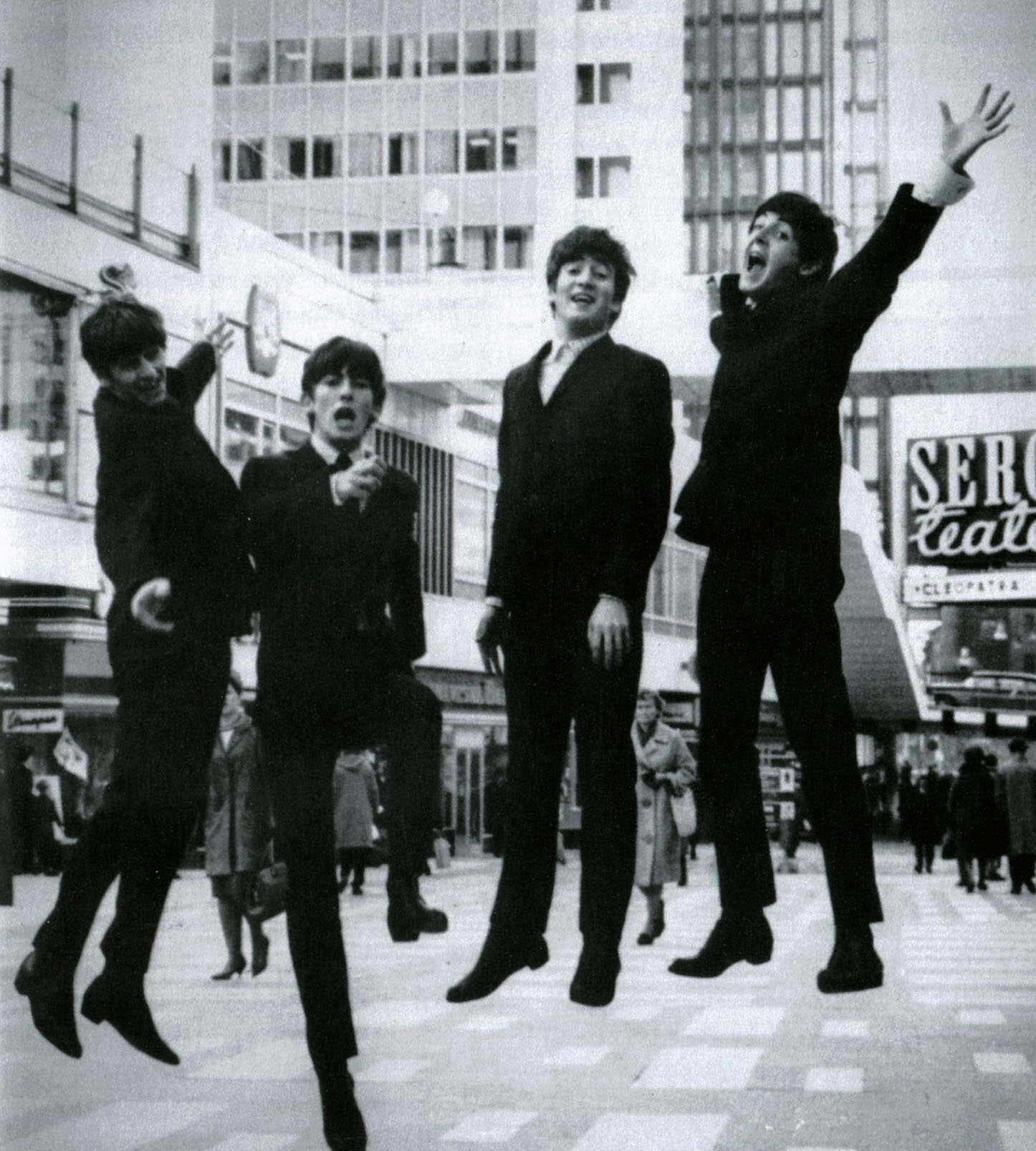
Les Beatles à Stockholm en 1963. On voit à l'arrière-plan les immeubles en construction.